# James Ross (senator)
James Ross (ur. 12 lipca 1762, zm. 27 listopada 1847) – amerykański prawnik i polityk ze stanu Pensylwania.
W 1794 roku został wybrany do Senatu Stanów Zjednoczonych, gdzie zasiadał do 1803 roku reprezentując stan Pensylwania. W 1799 roku pełnił funkcję przewodniczącego pro tempore Senatu Stanów Zjednoczonych.
Trzykrotnie, w latach 1799, 1802 i 1808, ubiegał się o urząd gubernatora Pensylwanii, jednak za każdym razem nieskutecznie. 